# Heliocheilus albivenata
Heliocheilus albivenata là một loài bướm đêm thuộc họ Noctuidae. Nó là loài đặc hữu của Tây Úc.
Ấu trùng ăn male flowers của Spinifex longifolius.